# Maumusson (Loire-Atlantique)
Maumusson foi uma comuna francesa na região administrativa da Pays de la Loire, no departamento de Loire-Atlantique. Estendia-se por uma área de 24,56 km². Em 2010 a comuna tinha 1 011 habitantes (densidade: 41,2 hab./km²).
Em 1 de janeiro de 2018, passou a formar parte da comuna de Vallons-de-l'Erdre.